# One Too Many Mornings
One Too Many Mornings – piosenka skomponowana przez Boba Dylana, nagrana przez niego w październiku 1963 r. i wydana na trzecim studyjnym albumie The Times They Are a-Changin’ w styczniu 1964 r.

## Historia i charakter utworu
Piosenka powstała zapewne natychmiast po odejściu Suze Rotolo – dziewczyny Dylana – od niego. Dylan komponował ją zapewne przez dłuższy czas, gdyż nie zarejestrował jej w Witmark Music razem z „Boots of Spanish Leather”, która także była poświęcona temu wydarzeniu.
Dylan nie wykonał „One Too Many Mornings” także na żadnym z koncertów w 1963 r., w tym na pierwszym swoim wielkim koncercie w „Town Hall” w Nowym Jorku 12 kwietnia.
Po raz pierwszy piosenka pojawia się na sesji nagraniowej do przygotowywanego albumu i to w dodatku dopiero na sesji siódmej – przedostatniej.
Kompozycja ta porusza temat zakończonej miłości opisanej zwięzłym, poetyckim językiem, zaledwie w trzech zwrotkach, w chwili przeżycia „samotnego świtu” – bez kochanki, która odeszła już gdzie indziej.
Jeśli nawet nie w warstwie muzycznej, to warstwie poetyckiej tekstu, piosenka ta należy w pewnym stopniu do bluesowej tradycji Roberta Johnsona, zwłaszcza wyznaczonej utworem „Crossroad Blues”; narrator znajduje się w ważnym życiowym momencie, na „skrzyżowaniu” (ang. crossroad) związku miłosnego i przeczucia odejścia.

## Sesje i koncerty Dylana, na których wykonywał ten utwór
Chociaż piosenka ta nie była najczęściej wykonywanym utworem na koncertach Dylana, to jednak sądząc z tego, ilu zmianom ona uległa, to „One Too Many Mornings” musiała należeć do tych kompozycji, które szczególnie lubił wykonywać przed publicznością.

### 1963
- 24 października 1963 – nagrania studyjne do albumu. Dylan podchodził do tego utworu co najmniej sześciokrotnie. Wersja, która trafiła na album, jest jednym z najlepiej wykonanych utworów na płycie.

Być może Dylan czuł, że piosenka jest zbyt aktualna do wykonywania jej na scenie, więc nastąpiła ponad półtoraroczna przerwa.

### 1965
- 1 czerwca 1965 – nagrania w studiu TV BBC w Londynie. Ta część programu została wyemitowana 19 czerwca.

### 1966
Podczas tournée, które rozpoczęło się 5 lutego i skończyło 27 maja 1966 Dylan wykonał tę piosenkę tylko raz:
- 17 maja 1966 – koncert we „Free Trade Hall” w Manchesterze w Anglii. Koncert ukazał się na albumie The Bootleg Series Vol. 4: Bob Dylan Live 1966, The „Royal Albert Hall” Concert.

### 1969
I znów nastąpiła przerwa, tym razem trzyletnia:
- 17 lutego i 18 lutego 1969 – Dylan próbuje nagrać tę piosenkę podczas sesji nagraniowych do albumu Nashville Skyline.
- 31 sierpnia 1969 – koncert Dylana z grupą The Band w Woodside Bay w Near Ryde na wyspie Wight w Wielkiej Brytanii. Był to pierwszy pełny koncert Dylana od maja 1966 r.

### 1970
- 1 maja 1970 – sesje nagraniowe do albumu New Morning

### 1974
Po pięciu latach przerwy (nie odbył w tym czasie żadnej tury koncertowej) Dylan wyrusza z grupą The Band na tournée; zaczęło się ono 3 stycznia 1974 w Chicago i zakończyło w maju.
- 16 stycznia 1974 – koncert w „Capital Centre” w Largo, Maryland, USA

### 1976
- 25 stycznia 1976 – koncert „Houston Astrodrom” w Houston, Teksas, USA

Rolling Thunder Revue 2 (pocz. 18 kwietnia 1976)
- 18 kwietnia 1976 – koncert w „Civic Center” w Lakeland na Florydzie, USA
- 20 kwietnia 1976 – koncert w „Bayfront Civic Center Auditorium” w St. Petersburg na Florydzie.
- 21 kwietnia 1976 – koncert w „Curtis Hixon Convention Center” w Tampie na Florydzie
- 23 kwietnia 1976 – koncert w „Sports Stadium” w Orlando na Florydzie
- 25 kwietnia 1976 – koncert na „University of Florida Field” w Gainesville na Florydzie
- 27 kwietnia 1976 – koncert na „Florida State University” w Tallahassee na Florydzie
- 28 kwietnia 1976 – koncert na „University of West Florida” w Pensacola na Florydzie
- 29 kwietnia 1976 – koncert w „Expo Hall Municipal Auditorium” w Mobile w stanie Alabama.
- 1 maja 1976 – koncert w „Reid Green Coliseum” w Hattiesburgu w Alabamie
- 16 maja 1976 – koncert w „Tarrant County Convention Center Arena” w Fort Worth w Teksasie
- 18 maja 1976 – koncert w „State Fair Arena” w Oklahoma City w stanie Oklahoma
- 19 maja 1976 – koncert w „Henry Levitt Arena” w Wichicie w stanie Kansas
- 23 maja 1976 – koncert na „Hughes Stadium” na Stanowym Uniwersytecie Kolorado w Fort Collins w stanie Kolorado. Ta wersja została umieszczona zarówno na albumie, CD, wideo i DVD Hard Rain

### 1986
Tournée Prawdziwe wyznania (pocz. 5 lutego 1986;
2. Letnie tournée po USA (pocz. 9 czerwca 1986)
- 9 czerwca 1986 – koncert w „Sand Diego Sports Arena” w San Diego w Kalifornii, USA
- 22 czerwca 1986 – koncert w „Reunion Arena” w Dallas w Teksasie, USA
- 24 czerwca 1986 – koncert w „Market Square Arena” w Indianapolis w stanie Indiana w USA
- 26 czerwca 1986 – koncert w „Hubert H. Humphrey Metrodome” w Minneapolis w stanie Minnesota w USA
- 27 czerwca 1986 – koncert w „Alpine Valley Amphitheater” w East Troy w stanie Wisconsin w USA
- 29 czerwca 1986 – koncert w „Poplar Creek Music Theater” w Hoffman Estates, Chicago, w stanie Illinois w USA
- 30 czerwca 1986 – koncert w „Pine Knob Music Theatre” w Clarkston w stanie Michigan w USA
- 1 lipca 1986 – koncert w „Pine Knob Music Theatre” w Clarkston w stanie Michigan w USA
- 2 lipca 1986 – koncert w „Rubber Bowl” w Akron w stanie Ohio w USA
- 4 lipca 1986 – koncert na „Rich Stadium” w Buffalo w stanie Nowy Jork w USA
- 6 lipca 1986 – koncert na „RFK Stadium” w Waszyngtonie w Dystrykcie Columbii w USA
- 7 lipca 1986 – koncert na „RFK Stadium” w Waszyngtonie w Dystrykcie Columbii w USA
- 8 lipca 1986 – koncert w „Great Woods Performing Arts Center” w Mansfield w stanie Massachusetts w USA
- 9 lipca 1986 – koncert w „Great Woods Performing Arts Center” w Mansfield w stanie Massachusetts w USA
- 11 lipca 1986 – koncert w „Great Woods Performing Arts Center” w Mansfield w stanie Massachusetts w USA
- 13 lipca 1986 – koncert w „Saratoga Performing Arts Center” w Saratoga Springs w stanie Nowy Jork
- 15 lipca 1986 – koncert w „Madison Suqare Garden” w Nowym Jorku w stanie Nowy Jork, USA
- 16 lipca 1986 – koncert w „Madison Suqare Garden” w Nowym Jorku w stanie Nowy Jork, USA
- 17 lipca 1986 – koncert w „Madison Suqare Garden” w Nowym Jorku w stanie Nowy Jork, USA
- 19 lipca 1986 – koncert w „The Spectrum” w Filadelfii w stanie Pensylwania w USA
- 20 lipca 1986 – koncert w „The Spectrum” w Filadelfii w stanie Pensylwania w USA
- 21 lipca 1986 – koncert w „Meadowslands Brendan T. Byrne Sports Arena” w East Rutherford w stanie New Jersey w USA
- 24 lipca 1986 – koncert w „Sandstone Amphitheater” w Bonner Springs w stanie Kansas w USA
- 26 lipca 1986 – koncert w „Red Rocks Amphitheatre” w Morrison w stanie Kolorado w USA
- 27 lipca 1986 – koncert w „Red Rocks Amphitheatre” w Morrison w stanie Kolorado w USA
- 29 lipca 1986 – koncert na „Civic Stadium” w Portlandzie w stanie Oregon w USA
- 31 lipca 1986 – koncert w „Tacoma Dome” w Tacoma w stanie Waszyngton w USA
- 1 sierpnia 1986 – koncert w „The B.C. Place” w prow. Kolumbia Brytyjska w Kanadzie
- 3 sierpnia 1986 – koncert w „The Forum” w Inglewood w Kalifornii, USA
- 5 sierpnia 1986 – koncert w „Shoreline Amphitheatre” w Mountain View w Kalifornii, USA
- 6 sierpnia 1986 – koncert w „Mid-State Fairground” w Paso Robles w Kalifornii, USA

### 1988
Nigdy nie kończące się tournée (pocz. 7 czerwca 1988). Wszystkie koncerty Dylana od tego momentu są częścią „Nigdy niekończącego się tournée”.
 ; Interstate 88 I
Część pierwsza: Letnie tournée po Kanadzie i USA
- 7 sierpnia 1988 – koncert w „Santa Barbara County Bowl”. Santa Barbara, Kalifornia (ostatni koncert tournée)

 ; Interstate 88 II
Część druga: Letnie tournée po Północnej Ameryce (pocz. 18 sierpnia 1988)
- 21 sierpnia 1988 – koncert w „Pacific Coliseum”. Vancouver, Kolumbia Brytyjska, Kanada
- 29 sierpnia 1988 – koncert w „Exibition Stadium Grandstand”. Canadian National Exhibition, Toronto, Ontario, Kanada
- 31 sierpnia 1988 – koncert w „New York State Fairground Grandstand”. Syracuse, st. Nowy Jork, USA
- 7 września 1988 – koncert w „Champlain Valley Fairgrounds”. Essex Junction, Vermont, USA
- 10 września 1988 – koncert w „Waterloo Village”. Stanhope, New Jersey, USA
- 19 września 1988 – koncert w „University Hall”. Charlottesville, Virginia, USA.
- 22 września 1988 – koncert w „Sundome”. University of Southern Florida, Tampa, Floryda, USA
- 23 września 1988 – koncert w „Miami Arena”. Miami, Floryda, USA
- 24 września 1988 – koncert w „Miami Arena”. Miami, Floryda, USA
- 25 września 1988 – koncert w „Hibernia Pavilion”. The Audubon Zoo, Nowy Orlean, Luizjana, USA

 ; Interstate 88 III
Część trzecia: Jesienne tournée po Wschodnim Wybrzeżu (pocz. 13 października 1988)
- 13 października 1988 – koncert w „The Tower Theatre”. Upper Darby, Pensylwania, USA
- 14 października 1988 – koncert w „The Tower Theatre”. Upper Darby, Pensylwania, USA
- 16 października 1988 – koncert w „Radio City Music Hall”. Nowy Jork, Nowy Jork, USA
- 17 października 1988 – koncert w „Radio City Music Hall”. Nowy Jork, Nowy Jork, USA
- 19 października 1988 – koncert w „Radio City Music Hall”. Nowy Jork, Nowy Jork, USA

### 1989
Część czwarta: Letnie europejskie tournée 1989 (pocz. 27 maja 1989)
- 4 czerwca 1989 – koncert w „Simmonscourt, R.D.S.”. Dublin, Irlandia
- 7 czerwca 1989 – koncert w „International Arena”. National Exhibition Center, Birmingham, Anglia
- 8 czerwca 1989 – koncert w „Wembley Arena”. Londyn, Anglia
- 16 czerwca 1989 – koncert w „Palacio Municipal Deportes Montjuic”. Barcelona, Hiszpania
- 24 czerwca 1989 – koncert w „Acikhava Tiyatrosu”. Stambuł, Turcja

Część piąta: Letnie tournée po Ameryce Północnej (pocz. 1 lipca 1989)
- 26 lipca 1989 – koncert w „Saratoga Performance Arts Center” w Saratoga Springs w stanie Nowy Jork, USA
- 31 lipca 1989 – koncert w „L'Amphitheatre”. Joliette, Quebec, Kanada
- 6 sierpnia 1989 – koncert w „Cooper Stadium”. Columbus, Ohio, USA
- 8 sierpnia 1989 – koncert w „Savage Hall”. Toledo, Ohio, USA
- 9 sierpnia 1989 – koncert w „The Muny”. Forest Park, St. Louis, Missouri, USA
- 10 sierpnia 1989 – koncert w „Riverbend” w Cincinnati w stanie Ohio w USA
- 16 sierpnia 1989 – koncert w „Troy G. Chastain Memorial Park Amphitheatre”. Atlanta, Georgia, USA
- 19 sierpnia 1989 – koncert w „Illinois State Fair Grandstand”. Springfield, Illinois, USA
- 23 sierpnia 1989 – koncert w „The Zoo Ampihitheatre”. Oklahoma City, Oklahoma, USA
- 25 sierpnia 1989 – koncert w „Kiefer UNO Lakefront Arena”. Nowy Orlean, Luizjana, USA
- 31 sierpnia 1989 – koncert w „Fiddler’s Green”. Englewood, Kolorado, USA
- 6 września 1989 – koncert w „Starlight Bowl”. San Diego, Kalifornia, USA

Część szósta: Jesienne tournée po USA (pocz. 10 października 1989)
- 15 października 1989 – koncert w „The Tower Theatre”. Upper Darby, Pensylwania, USA
- 20 października 1989 – koncert w „Mid-Hudson Arena”. Poughkeepsie, Nowy Jork, USA
- 13 listopada 1989 – koncert w „Sunrise Musical Theater”. Miami, Floryda, USA

### 1990
Część 7 „Nigdy nie kończącego się tournée”: Fastbreak Tour (pocz. 12 stycznia 1990
- 25 stycznia 1990 – koncert w „Sambodromo” w Rio de Janeiro, Brazylia
- 29 stycznia 1990 – koncert w „Theatre de Grand Rex” w Paryżu, Francja
- 5 lutego 1990 – koncert w „Hammersmith Odeon” w Londynie, Anglia, Wielka Brytania

Część 8: Wiosenne tournée po Północnej Ameryce (pocz. 29 maja 1990)
- 29 maja 1990 – koncert w „Sporting Auditorium” na Uniwersytecie Montrealskim, Montreal, prow. Quebec, Kanada
- 30 maja 1990 – koncert w „Community Memorial Area” w Kingston Memorial Centre w Kingston, Ontario, Kanada
- 4 czerwca 1990 – koncert w „Alumni Hall” na University of Western Ontario w London, Ontario, Kanada
- 5 czerwca 1990 – koncert w „O’Keefe Centre for Performing Arts” w Toronto, prow. Ontario, Kanada
- 13 czerwca 1990 – koncert w „Municipal Auditorium” w Sioux Falls, Dakota Południowa, USA

Część 9:Europejskie tournée Letni Festiwal (pocz. 27 czerwca 1990)
- 29 czerwca 1990 – koncert w „Dyrskuepladsen” w Roskilde, Dania. W ramach „Roskilde Rock Festival"

Część 10: Późnoletnie tournée po Północnej Ameryce (pocz. 12 sierpnia 1990)
- 16 sierpnia 1990 – koncert w „Centennial Hall” w Calgary, Alberta, Kanada
- 31 sierpnia 1990 – koncert w „Bob Devaney Sport Center” (w State Fair Park) w Lincoln, Nebraska, USA
- 9 września 1990 – koncert w „Palmer Auditorium” w Austin w stanie Teksas, USA
- 11 września 1990 – koncert w „Paola Solerli Amphitheater” w Santa Fe, Nowy Meksyk, USA

Część 11: Jesienne tournée po USA (pocz. 11 października 1990)
- 16 października 1990 – koncert w „The Beacon Theatre” w Nowym Jorku, Nowy Jork, USA
- 8 listopada 1990 – koncert w „Carver Hockey Arena” w Iowa City w stanie Iowa, USA
- 13 listopada 1990 – koncert w „University of Dayton Arena” w Dayton, Ohio, USA

### 1991
Część 12: Drugie Fastbreak Tour (pocz. 29 stycznia 1991)
- 9 lutego 1991 – koncert w „Hammersmith Odeon” w Londynie, Anglia, Wielka Brytania

Część 13: Wiosenne tournée po USA (pocz. 19 kwietnia 1991)
- 21 kwietnia 1991 – koncert w „Memorial Auditorium” w Greenville, Karolina Południowa, USA
- 23 kwietnia 1991 – koncert w „The Fox Theater” w Atlancie, Georgia, USA

Część 14: Letnie europejskie tournée (pocz. 6 czerwca 1991)
- 8 czerwca 1991 – koncert w „Arena di Milano” w Mediolanie, Włochy
- 12 czerwca 1991 – koncert na „Kisstadion” w Budapeszcie, Węgry

Część 17: Jesienne tournée po USA (pocz. 24 października 1991)
- 9 listopada 1991 – koncert w „Memorial Hall” w Dayton, Ohio, USA
- 18 listopada 1991 – koncert w „Stanley Performing Arts Center” w Utica, Nowy Jork, USA

### 1993
Część 27: 4 występy w Nowym Jorku (pocz. 16 listopada 1993)
- 16 listopada 1993 – późniejszy koncert w „The Supper Club” w Nowym Jorku w stanie Nowy Jork

### 1994
Część 30: Letnie europejskie tournée (pocz. 3 lipca 1994)
- 24 lipca 1994 – koncert w „Schloss Friedenstein”. Gotha, Niemcy

Część 31: Letnie tournée po USA (pocz. 10 sierpnia 1994)
- 26 sierpnia 1994 – koncert w „The Radisson Star Plaza Theater”. Merrillville, Indiana, USA
- 29 sierpnia 1994 – koncert na „Michigan State Fair”. State Fair Grounds, Detroit, Michigan, USA

Część 32: Jesienne tournée po USA (pocz. 1 października 1994)
- 5 października 1994 – koncert w „The State Theater”. Portland, Maine, USA
- 9 października 1994 – koncert w „The Orpheum Theatre” w Bostonie w stanie Massachusetts
- 19 października 1994 – koncert w „Roseland Ballroom”. Nowy Jork, Nowy Jork, USA

### 1995
Część 33: Europejskie wiosenne tournée (pocz. 11 marca 1995)
- 4 kwietnia 1995 – koncert w „Labatts Apollo”. Manchester, Anglia, Wielka Brytania

Część 34: Wiosenne tournée po USA (pocz. 10 maja 1995)
- 26 maja 1995 – koncert w „Berkeley Community Theatre”. Berkeley, Kalifornia, USA
- 22 czerwca 1995 – koncert w „Theater of Living Arts”. Filadelfia, Pensylwania, USA
- 25 czerwca 1995 – koncert na „RFK Stadium” w Waszyngtonie w Dystrykcie Columbii w USA

Część 35: Letnie europejskie tournée (pocz. 29 czerwca 1995)
- 10 lipca 1995 – koncert w „Beethovensaal”. Liederhalle, Kultur und Congresszentrum, Stuttgart, Niemcy
- 14 lipca 1995 – koncert na „Long Marston Airfield”. z okazji Phoenix Festival, Stratford-upon-Avon, Anglia, Wielka Brytania
- 25 lipca 1995 – koncert w „Palazio Deportes Principal Phillip” w Zaragozie w Hiszpanii

Część 36: Klasyczne jesienne tournée (pocz. 23 września 1995)
- 2 października 1995 – koncert w „St. Lucie County Civic Center”. Fort Pierce, Floryda, USA
- 7 października 1995 – koncert w „King Street Palace”. Charleston, Karolina Południowa, USA
- 12 października 1995 – koncert w „Dothan Civic Center”. Dothan, Alabama, USA
- 18 października 1995 – koncert w „Alabama Theater”. Birmingham, Alabama, USA
- 19 października 1995 – koncert w „Mud Island Amphitheatre”. Memphis, Tennessee, USA
- 4 listopada 1995 – koncert w „Austin Music Hall”. Austin, Teksas, USA
- 10 listopada 1995 – koncert w „The Joint”. Hard Rock Hotel, Las Vegas, Nevada, USA

Część 37: Tournée Raj utracony (pocz. 7 grudnia 1995)
- 9 grudnia 1995 – koncert w „The Orpheum Theatre”. Boston, Massachusetts, USA
- 14 grudnia 1995 – Koncert w „The Beacon Theatre”. Nowy Jork, Nowy Jork, USA

### 1996
Część 39: Letnie europejskie tournée (pocz. 15 czerwca 1996)
- 3 lipca 1996 – koncert w nieznanym miejscu, Konstancja, Niemcy. W ramach Zeltfestival

Część 40: Amerykańskie jesienne tournée (pocz. 17 października 1996)
- 17 października 1996 – koncert w „Performing Arts Center”. California Polytechnic State University. San Luis Obispo, Kalifornia, USA
- 19 października 1996 – koncert w „Star of the Desert Arena”. Buffalo Bills Resort and Casino. Jean, Nevada, USA
- 27 października 1996 – koncert w „Austin Music Hall”. Austin, Teksas, USA
- 30 października 1996 – koncert w „Municipal Auditorium”. Shreveport City Center Complex. Shreveport, Luizjana, USA
- 1 listopada 1996 – koncert w „Tupelo Coliseum Arena”. Tupelo, Mississippi, USA
- 6 listopada 1996 – koncert w „Municipal Auditorium”. Charleston, Zachodnia Virginia, USA
- 9 listopada 1996 – koncert w „Eagles Ballroom”. Milwaukee, Wisconsin, USA
- 10 listopada 1996 – koncert w „Civic Center Arena”. Mankato, Minnesota, USA
- 13 listopada 1996 – koncert w „Dane County Memorial Coliseum”. Madison, Wisconsin, USA
- 16 listopada 1996 – koncert w „Adler Theater”. Davenport, Iowa, USA
- 17 listopada 1996 – koncert w „Auditorium”. University of Indiana. Bloomington, Indiana, USA
- 23 listopada 1996 – koncert w „E.J. Thomas Performing Arts Hall”. University of Akron. Akron, Ohio, USA

### 1997
Część 41: Japońskie tournée (pocz. 9 lutego 1997)
- 11 lutego 1997 – koncert w „Hall A”. Tokyo International Forum. Tokio, Japonia
- 14 lutego 1997 – koncert w „Sun Palace”. Hakata. Fukuoka, Japonia
- 22 lutego 1997 – koncert w „Kenmin Kaikan”. Akita Prefecture Cultural Hall. Akita, Japonia

Część 42: Wiosenne tournée po USA i Kanadzie (pocz. 31 marca 1997)
- 9 kwietnia 1997 – koncert w „Bangor Auditorium”. Bangor, Maine, USA
- 1 maja 1997 – koncert w „Vanderburgh Auditorium. Evansville, Indiana, USA

Część 43: Letnie tournée po USA i Kanadzie (pocz. 3 sierpnia 1997)
- 7 sierpnia 1997 – koncert w „Molson Amphitheatre”. Toronto, Ontario, Kanada

Część 44: Jesienne tournée po Wielkiej Brytanii (pocz. 1 października 1997)
- 5 października 1997 – koncert na „Wembley Arena”. Londyn, Anglia, Wielka Brytania

Część 45: Jesienne tournée po USA (pocz. 24 października 1997)
- 26 października 1997 – koncert w „Mobile Civic Center Arena”. Mobile, Alabama, USA
- 12 listopada 1997 – koncert w „Eagles Ballroom”. Milwaukee, Wisconsin, USA
- 14 listopada 1997 – koncert w „San Jose Arena”. San Jose, Kalifornia, USA

Część 46: Zimowe klubowe tournée po USA (pocz. 1 grudnia 1997)
- 2 grudnia 1997 – koncert w „Roxy”. Atlanta, Georgia, USA
- 4 grudnia 1997 – koncert w „9/30 Club”. Waszyngton, D.C., USA
- 17 grudnia 1997 – koncert w „El Rey Theater”. Los Angeles, Kalifornia, USA

### 1998
Część 47: Zimowe tournée po USA (pocz. 13 stycznia 1998)
- 16 stycznia 1998 – koncert w „The Theater”. Madison Square Garden. Nowy Jork, Nowy Jork, USA
- 23 stycznia 1998 – koncert w „Fleet Center” w Bostonie w stanie Massachusetts, USA

Część 48: Południowoamerykańskie tournée z The Rolling Stones (pocz. 30 marca 1998)
- 31 marca 1998 – koncert w „Cameo Theater”. Miami Beach, Floryda, USA

Część 50: Letnie europejskie tournée (pocz. 30 maja 1998)
- 2 czerwca 1998 – koncert w „Messehalle 7". Lipsk, Niemcy
- 9 czerwca 1998 – koncert w „Globe Arena” w Sztokholmie w Szwecji
- 19 czerwca 1998 – koncert w „Botanic Gardens”. Belfast, Północna Irlandia, Wielka Brytania
- 5 lipca 1998 – koncert w „La Scalinata” w Rzymie we Włoszech

Część 51: Tournée po Australii i Nowej Zelandii (pocz. 19 sierpnia 1998)
- 5 września 1998 – koncert w „Entertainment Centre”. Wollongong, Nowa Południowa Walia, Australia

Część 52: Tournée po Zachodnim Wybrzeżu USA w Vanem Morrisonem (pocz. 17 września 1998)
- 22 września 1998 – koncert w „Grandstand”. Puyallup State Fair, Western Washington Fairgrounds. Puyallup, Washington, USA

Część 53: Jesienne tournée po USA i Kanadzie (pocz. 15 października 1998)
- 1 listopada 1998 – koncert w „Madison Square Garden”. Nowy Jork, Nowy Jork, USA

### 1999
Część 54: Zimowe tournée po USA (pocz. 26 stycznia 1999)
- 26 stycznia 1999 – koncert w „Everblades Arena”. Fort Myers, Floryda, USA
- 19 lutego 1999 – koncert w „Broome County Forum”. Binghamton, Nowy Jork, USA

Część 55: Wiosenne tournée po Europie (pocz. 7 kwietnia 1999)
- 9 kwietnia 1999 – koncert w „Pavillon Multiusos do Sar”. Santiago de Compostela, Hiszpania
- 11 kwietnia 1999 – koncert w „Velodromo Anoeta”. San Sebastián, Hiszpania
- 22 kwietnia 1999 – koncert w „Palau Minicipal dels Exports”. Barcelona, Hiszpania
- 29 kwietnia 1999 – koncert w „Eishalle” w Grazu w Austrii

Część 56: Letnie tournée po USA z Paulem Simonem (pocz. 5 czerwca 1999)
- 19 czerwca 1999 – koncert w „Shoreline Amphitheater”. Mountain View, Kalifornia, USA
- 27 czerwca 1999 – koncert w „Blockbuster Desert Sky Pavilion} w Phoenix w stanie Arizona, USA

Część 57: Jesienne tournèe z Paulem Simonem po USA (pocz. 2 września 1999)
- 9 września 1999 – koncert w „Deer Creek Music Center”. Noblesville, Indiana, USA
- 11 września 1999 – koncert w „The Pyramid”. Memphis, Tennessee, USA

Część 58: Jesienne tournée z Philem Leshem i Przyjaciółmi po USA (pocz. 26 października 1999)
- 27 października 1999 – koncert w „Assembly Hall”. University of Illinois. Champaigne, Illinois, USA
- 10 listopada 1999 – koncert w „Veterans Memorial Coliseum”. New Haven, Connecticut, USA
- 19 listopada 1999 – koncert w „Copa Room”. Sands Casino w Atlantic City w stanie New Jersey; koncert wcześniejszy
- 20 listopada 1999 – koncert w „Bob Carpenter Center”. University of Delaware. Newark, Delaware, USA

## Dyskografia i wideografia
- - Dyski
- Hard Rain (1976)
- The Bootleg Series Vol. 4: Bob Dylan Live 1966, The „Royal Albert Hall” Concert (1998)
  - Filmy
- Eat the Document (1966)
- The Other Side of Nasville (1969)
- Hard Rain (1976)
- Renaldo & Clara (1978)

## Inne wykonania
Piosenka ta cieszyła się olbrzymią popularnością wśród innych wykonawców:
- Linda Mason – How Many Seas Must a White Dove Sail? (1964)
- Noel Harrison – Noel Harrison (1965)
- Julie Felix – singel (1966)
- Joan Baez – Any Day Now (1968); Baez Sings Dylan (1998)
- Burl Ives – Times They Are a-Changin’ (1968)
- Bobby Sherman – Bobby Sherman (1969)
- Kingston Trio – Once Upon a Time (1969)
- Jamie Brockett – Remember the Wind & the Rain (1969)
- Lester Flatt and Earl Scruggs – Final Fling (1970}; 1964-1969, Plus ()1996)
- Turley Richards – Turley Richards (1970)
- The Association – Association Live (1970)
- Ian Anderson – A Vulture Is Not a Bird You Can... (1972)
- Didier – Hommage à Bob Dylan (1974)
- Jerry Jeff Walker – A Man Must Carry On (1977)
- Johnny Cash – Johnny & June (1978); Heroes (1986); Man in Black: 1963–1969 (1996)
- Doug Sahm – Together after Five (1980)
- Beau Brummels – Best of the Beau Brummels: Golden Archives (1987)
- The Dillards – Let It Fly (1991)
- Radio Flyer – Old Strings New Strings (1991)
- Peter Keane – Goodnight Blues (1992)
- Dion – Dream on Fire (1992)
- Rory Erikson – 1966-1967 Unreleased Masters Collection (1994)
- Novas – Sump'n Else Tapes (1996)
- Jimmy LaFave – Trail (1999)
- The Band na albumie różnych wykonawców Tangled Up in Blues: The Songs of Bob Dylan (1999)
- Steve Howe – Portraits of Bob Dylan (1999)
- Sir Douglas Quintet – Prime of sir Douglas Quintet (1999)
- Rich Lerner & the Groove – Cover Down (2000)
- Andy Hill – It Takes a Lot to Laugh (2000)
- Alice Stuart – Crazy with the Blues (2000)
- Second Floor – Plays Dylan (2001)
- Jamie Ness na albumie różnych wykonawców Duluth Does Dylan (2001)
- Robyn Hitchcock – Robyn Sings (2002)
- La Gran Esperanza Blanca na albumie różnych wykonawców May Your Song Always Be Sung: The Songs of Bob Dylan, Volume 3 (2003)